# Slayer
Slejer je bio američki treš metal bend iz Hantington Parka. Uz Metaliku, Megadet i Antraks smatraju se članom "velike četvorke treš metala".

## O grupi
Grupu su 1981. formirali gitaristi Keri King i Džef Haneman, pevač Tom Araja i bubnjar Dejv Lombardo. Do sada su snimili dvanaest studijskih albuma, a najveći uspeh postigli su albumom Reign in Blood koji se smatra jednim od najuticajnijih hevi metal albuma svih vremena. Glavne teme njihovih pesama su nasilje, rat i antireligija. Osvojili su dva Gremija, za pesme „Eyes of the Insane“ i „Final Six“, te su svirali na mnogim velikim koncertima širom sveta.

## Članovi
Poslednja postava
- Tom Araja – vokal, bas gitara (1981-2019)
- Keri King – gitara (1981-2019)
- Pol Bostaf – bubnjevi (1992-1996, 1997-2001, 2013-2019)
- Geri Holt - solo gitara (2011-2019)

Bivši članovi
- Toni Skaglione – bubnjevi (1986-1987)
- Dejv Lambardo – bubnjevi (1981-1986, 1987-1992, 2002-2013)
- Džon Dete – bubnjevi (1996-1997)
- Džef Haneman – gitara (1981-2013; preminuo 2013)

## Diskografija
Studijski albumi
- (1983)
- (1985)
- (1986)
- (1988)
- (1990)
- (1994)
- (1996)
- (1998)
- (2001)
- (2006)
- (2009)
- (2015)

## Spoljašnje veze
- Zvanična prezentacija benda (језик: енглески)